# Páfosz FC
A Páfosz FC (görögül: Πάφος FC) egy ciprusi labdarúgócsapat, székhelye Páfosz városában van. A csapatot 2014-ben alapították, és a ciprusi élvonalban játszik. Legjobb eredményét a 2021–22-es szezonban érte el, itt a 6. lett. Hazai mérkőzéseit a Stelios Kyriakides Stadionban játssza.

## Története
A csapatot 2014. június 10-én alapították.

## Sikerei
- Ciprusi bajnokság (Protáthlima A’ Katigoríasz)

Bajnok: 1 alkalommal (2025)
- Ciprusi kupa (Kípelo Kípru)

Győztes: 1 alkalommal (2024)

## Keret

### Jelenlegi keret
Utolsó módosítás: 2022. december 3.
| #  |     | Poszt | Név                                                           |
| -- | --- | ----- | ------------------------------------------------------------- |
| 1  | ESP | K     | Oier Olazábal                                                 |
| 2  | COL | V     | Jeisson Palacios                                              |
| 4  | CZE | V     | Josef Kvída                                                   |
| 5  | GEO | V     | Levan Kharabadze                                              |
| 6  | MNE | KP    | Deni Hočko                                                    |
| 7  | CPV | CS    | Willy Semedo                                                  |
| 8  | GUI | KP    | Mamadou Kané (kölcsönben a Olimbiakósz csapatától)            |
| 9  | GER | CS    | Hamadi Al Ghaddioui                                           |
| 10 | BRA | CS    | Jairo ()                                                      |
| 13 | COD | V     | Jordan Ikoko                                                  |
| 14 | CYP | V     | Marios Demetriou                                              |
| 17 | MKD | KP    | Besart Abdurahimi (kölcsönben a Akritas Chlorakas csapatától) |
| 19 | NOR | KP    | Eirik Hestad                                                  |
| 20 | BRA | V     | Juninho                                                       |
| 21 | CYP | KP    | Gerasimos Fylaktou                                            |

| #  |     | Poszt | Név                                                       |
| -- | --- | ----- | --------------------------------------------------------- |
| 22 | SWE | CS    | Muamer Tanković                                           |
| 23 | CYP | V     | Alexandros Michail                                        |
| 24 | FIN | KP    | Onni Valakari                                             |
| 25 | SEN | KP    | Moustapha Name                                            |
| 30 | ROM | KP    | Vlad Dragomir                                             |
| 31 | AUT | K     | Daniel Antosch                                            |
| 33 | SVN | V     | Kenan Bajrić                                              |
| 36 | BRA | KP    | João Pedro (kölcsönben a Athletico Paranaense csapatától) |
| 49 | POR | KP    | Bruno Tavares                                             |
| 60 | POR | KP    | Pedro Pelágio (kölcsönben a CS Marítimo csapatától)       |
| 77 | SRB | CS    | Marko Jovanović                                           |
| 91 | POL | K     | Filip Majchrowicz (kölcsönben a Radomiak SA csapatától)   |
|    | POR | V     | André Moreira                                             |
|    | ESP | CS    | Jefté Betancor (kölcsönben a CFR Cluj csapatától)         |

## A nemzetközi kupasorozatokban
| Szezon  | Kupasorozat      | Forduló                     | Ellenfél           | Hazai pályán elért eredmény | Idegenben elért eredmény | Összesített eredmény |  |
| ------- | ---------------- | --------------------------- | ------------------ | --------------------------- | ------------------------ | -------------------- |  |
| 2024–25 | Európa-liga      | 1. selejtezőkör             | Elfsborg           | 2–5                         | 0–3                      | 2–8                  |  |
| 2024–25 | Konferencia Liga | 2. selejtezőkör             | Žalgiris           | 3–0 (h.u.)                  | 1–2                      | 4–2                  |  |
| 2024–25 | Konferencia Liga | 3. selejtezőkör             | CSZKA 1948 Szofija | 4–0                         | 1–2                      | 5–2                  |  |
| 2024–25 | Konferencia Liga | Rájátszás                   | CFR Cluj           | 3–0                         | 0–1                      | 3–1                  |  |
| 2024–25 | Konferencia Liga | Alapszakasz                 | Petrocub Hîncești  | N/A                         | 4–1                      | 12. helyezés         |  |
| 2024–25 | Konferencia Liga | Alapszakasz                 | 1. FC Heidenheim   | 0–1                         | N/A                      | 12. helyezés         |  |
| 2024–25 | Konferencia Liga | Alapszakasz                 | Asztana            | 1–0                         | N/A                      | 12. helyezés         |  |
| 2024–25 | Konferencia Liga | Alapszakasz                 | Fiorentina         | N/A                         | 2–3                      | 12. helyezés         |  |
| 2024–25 | Konferencia Liga | Alapszakasz                 | Celje              | 2–0                         | N/A                      | 12. helyezés         |  |
| 2024–25 | Konferencia Liga | Alapszakasz                 | Lugano             | N/A                         | 2–2                      | 12. helyezés         |  |
| 2024–25 | Konferencia Liga | Rájátszás a nyolcaddöntőért | Omónia Lefkoszíasz | 2–1                         | 1–1                      | 3–2                  |  |
| 2024–25 | Konferencia Liga | Nyolcaddöntők               | Djurgården         | 1–0                         | 0–3                      | 1–3                  |  |